# نهائي كأس أوكرانيا 2012
نهائي كأس أوكرانيا 2012 هي المباراة النهائية من منافسة كأس أوكرانيا 2011–12، أقيمت المباراة في 6 مايو 2012، في مجمع أولمبيسكي الوطني الرياضي، بين فريقي نادي شاختار دونيتسك، وميتالورغ دونيتسك، وفاز فيها نادي شاختار دونيتسك، بعد أن هزم ميتالورغ دونيتسك، بنتيجة 2 - 1، وحضر المباراة 47314 شخصاً.

## تفاصيل المباراة
لعبت المباراة النهائية في 6 مايو 2012.
| نادي شاختار دونيتسك | 2 -1 | ميتالورغ دونيتسك |
| ------------------- | ---- | ---------------- |
|                     |      |                  |